# Marians Pahars
Marians Pahars (nascut el 5 d'agost de 1976) és un exfutbolista letó que jugava com a davanter i que actualment és l'entrenador de la selecció letona de futbol.
Va passar la major part de la seva carrera al Southampton FC de la Premier League i amb l'Skonto de la lliga letona de futbol.
El seu nom en letó és Marians; de tota manera, és més conegut internacionalment com a Marian des que va començar a jugar a Anglaterra.